# Panquitas de life
Las panquitas de life son un plato tradicional de la cultura lambayecana, especialmente de Ferreñafe o Monsefú.
El plato se elabora a base de life, una especie de bagre oscuro que habita en ríos, acequias y pantanales de la costa norte peruana. Este pez ha sido parte de la cultura de la región, y se han encontrado representado en huacos cupisnique y en la iconografía mochica (siglos II – IX d. C.), especialmente en un mural de la Huaca Cao Viejo.
La técnica de cocción recuerda al papillote. El pescado es troceado y aderezado con cebolla de rabo, ají amarillo, culantro, chicha de jora o limón y condimentos, luego de reposar se envuelven porciones en pancas de choclo, para luego ser asados en la parrilla hasta que la panca esté carbonizada.
Se elaboran en el ámbito familiar para reuniones especiales, o se pueden degustar en restaurantes. Pero fundamentalmente es tradicional su consumo en mercados, donde se presentan los lifes vivos en bateas, y la venta ambulante mediante pregones que anuncian esta comida callejera. Además es un plato presente en diversas ferias y muestras de la cultura regional, como el Fexticum, o en celebraciones señaladas del calendario, como la Semana Santa.